# Lupinus sabinii
Lupinus sabinii är en ärtväxtart som beskrevs av William Jackson Hooker. Lupinus sabinii ingår i släktet lupiner, och familjen ärtväxter. Inga underarter finns listade i Catalogue of Life.